# یاگوبا آراساته
یاگوبا آراساته (اسپانیایی: Jagoba Arrasate‎؛ زادهٔ ۲۲ آوریل ۱۹۷۸) بازیکن سابق و مربی فوتبال اهل اسپانیا است.
از باشگاه‌هایی که در آن بازی کرده‌است می‌توان به باشگاه فوتبال ایبار اشاره کرد.